# Osterlands voetbalkampioenschap 1924/25
In 1924/25 werd het tweede Osterlands voetbalkampioenschap gespeeld, dat georganiseerd werd door de Midden-Duitse voetbalbond. SpVgg 04 Gera werd kampioen en plaatste zich voor de Midden-Duitse eindronde. De club verloor meteen van 1. Jenaer SV 03.

## Gauliga
| Plaats | Club                     | Wed. | W | G | V | Saldo | Ptn. |
| ------ | ------------------------ | ---- | - | - | - | ----- | ---- |
| 1.     | SpVgg 04 Gera            | 8    | 6 | 1 | 1 | 19:9  | 13:3 |
| 2.     | FC Wacker 1910 Gera      | 8    | 5 | 1 | 2 | 30:8  | 11:5 |
| 3.     | VfB Pößneck              | 8    | 5 | 1 | 2 | 19:10 | 11:5 |
| 4.     | FC Concordia 1910 Gera   | 8    | 2 | 1 | 5 | 12:36 | 5:11 |
| 5.     | SpVgg 1914 Neustadt/Orla | 8    | 0 | 0 | 8 | 7:24  | 0:16 |

|  | Kampioen, geplaatst voor Midden-Duitse eindronde |